# Fernando Pacheco (voetballer, 1999)
Fernando José Pacheco Rivas (Bujama Baja, 26 juni 1999) is een Peruviaans voetballer die als vleugelspeler in het seizoen 2022-2023, door het Peruaanse Sporting Cristal, wordt verhuurd aan FC Emmen.

## Carrière

### Peru
Fernando Pacheco speelde in de jeugd van FC Bujama Baja en Sporting Cristal. Bij die laatste club maakte hij zijn debuut op 20 augustus 2016 in de thuiswedstrijd tegen Unión Comercio, 1-0.
Pacheco scoorde zijn eerste doelpunt op 3 maart 2018 tegen Universidad San Martín de Porres, 5-0.

### Brazilië
In 2020 verliet Pacheco zijn thuisland en tekende voor vier seizoenen bij het Brazliaanse Fluminense. Deze club verhuurde hem na een seizoen aan het eveneens Braziliaanse Juventude.

### Peru
Pacheco diende zijn contract niet uit en keerde in 2022 terug bij zijn oude club in Peru, Sporting Cristal. Dit keer duurde het verblijf maar acht wedstrijden.

### Nederland
Vanaf het seizoen 2022-2023 speelt de Peruaan namelijk voor FC Emmen. De Drentse club huurt Pacheco voor de duur van een seizoen. Na Miguel Araujo en Gonzalo Sánchez is hij aldaar de derde speler uit het Zuid-Amerikaanse land bij de rood-wtten.
1 Hoekstra ·
2 Soares ·
3 Vos ·
4 Te Wierik  ·
5 Geypens ·
6 Mulder ·
7 Rhein ·
8 Bakir ·
10 Hawkins ·
11 Landu ·
12 Quispel ·
14 Van Manen ·
16 Ten Brinke ·
16 Norder ·
16 Wanki ·
17 Hekkert ·
18 Evina ·
20 Kade ·
21 Nunumete ·
22 Martin ·
23 Hammouti ·
24 Nsona ·
26 Wagner ·
27 Schouten ·
28 Jalving ·
34 Bolk ·
38 Unbehaun ·
46 Eduardo ·
Coach: Arts
· Assistent-coach: Hegeman
· Assistent-coach: Van der Linden
· Keeperstrainer: Sulmann